# Крестьянский сельсовет
Крестьянский сельсовет — муниципальное образование со статусом сельского поселения и административно-территориальное образование в Мамонтовском районе Алтайского края России. Административный центр — село Крестьянка.

## Демография
По результатам Всероссийской переписи населения 2010 года, численность населения муниципального образования составила 1260 человек, в том числе 589 мужчин и 671 женщина. Оценка Росстата на 1 января 2012 года — 1246 человек.

## Населённые пункты
В состав сельского поселения входит один населённый пункт — село Крестьянка.